# Jeziórko (województwo mazowieckie)
Jeziórko – wieś sołecka w Polsce położona w województwie mazowieckim, w powiecie piaseczyńskim, w gminie Prażmów.
| SIMC    | Nazwa     | Rodzaj    |
| ------- | --------- | --------- |
| 0007137 | Ustanówek | część wsi |

W miejscowości znajdują się: sklep wielobranżowy, stadniny koni, budynek OSP a także przystanek kolejowy PKP Ustanówek. W latach 1975–1998 miejscowość administracyjnie należała do województwa warszawskiego.